# Acquario Churaumi
L'Acquario Churaumi è un acquario giapponese, istituito nel 2002 nella città di Motobu, nell'Isola di Okinawa.
La vasca Kurushio Sea, con 7,5 milioni di litri, è la terza vasca più capiente del mondo, preceduta dall'Acquario del Dubai Mall con 10 milioni di litri e dalla vasca Ocean Voyager del Georgia Aquarium con 24 milioni di litri.

## Storia
Nel 1975, a Okinawa si è svolto l'Expo, presso l'Expo Ocean Park.
Negli anni successivi all'evento, il parco ha cominciato a perdere turisti e si credeva che un nuovo acquario avrebbe contribuito a rilanciare l'area e celebrare la tradizione marina di Okinawa. L'attuale Acquario Churaumi è stato progettato dall'architetto Yukifusa Kokuba ed è stato inaugurato il 1º novembre del 2002.
Il nome Churaumi è stato selezionato come nome dell'acquario dal voto tra i cittadini giapponesi. Chura significa "bello" o "grazioso" nella lingua di Okinawa, mentre Umi significa "oceano" in giapponese.

## L'Acquario
L'acquario è parte integrante dell'Expo Park Ocean di Motobu; esso si innalza su quattro piani, impostato su 19.000 metri quadrati di terreno, con un totale di 77 vasche contenenti 10.000 metri cubici d'acqua.
La vasca principale, relativa alla corrente Kuroshio e chiamata Kuroshio Sea, detiene il record come terza vasca più capiente al mondo con 7.500 metri cubi (1.981.000 galloni); un'altra sua peculiarità è la presenza di Squali balena e razze tenuti insieme a molte altre specie di pesci.
L'acquario contiene inoltre 80 specie di coralli; si tratta di uno dei pochi acquari che mantiene gli enormi squali balena in cattività, e sta attualmente cercando di portare a buon fine la sua riproduzione al di fuori del suo habitat naturale.

## Galleria d'immagini

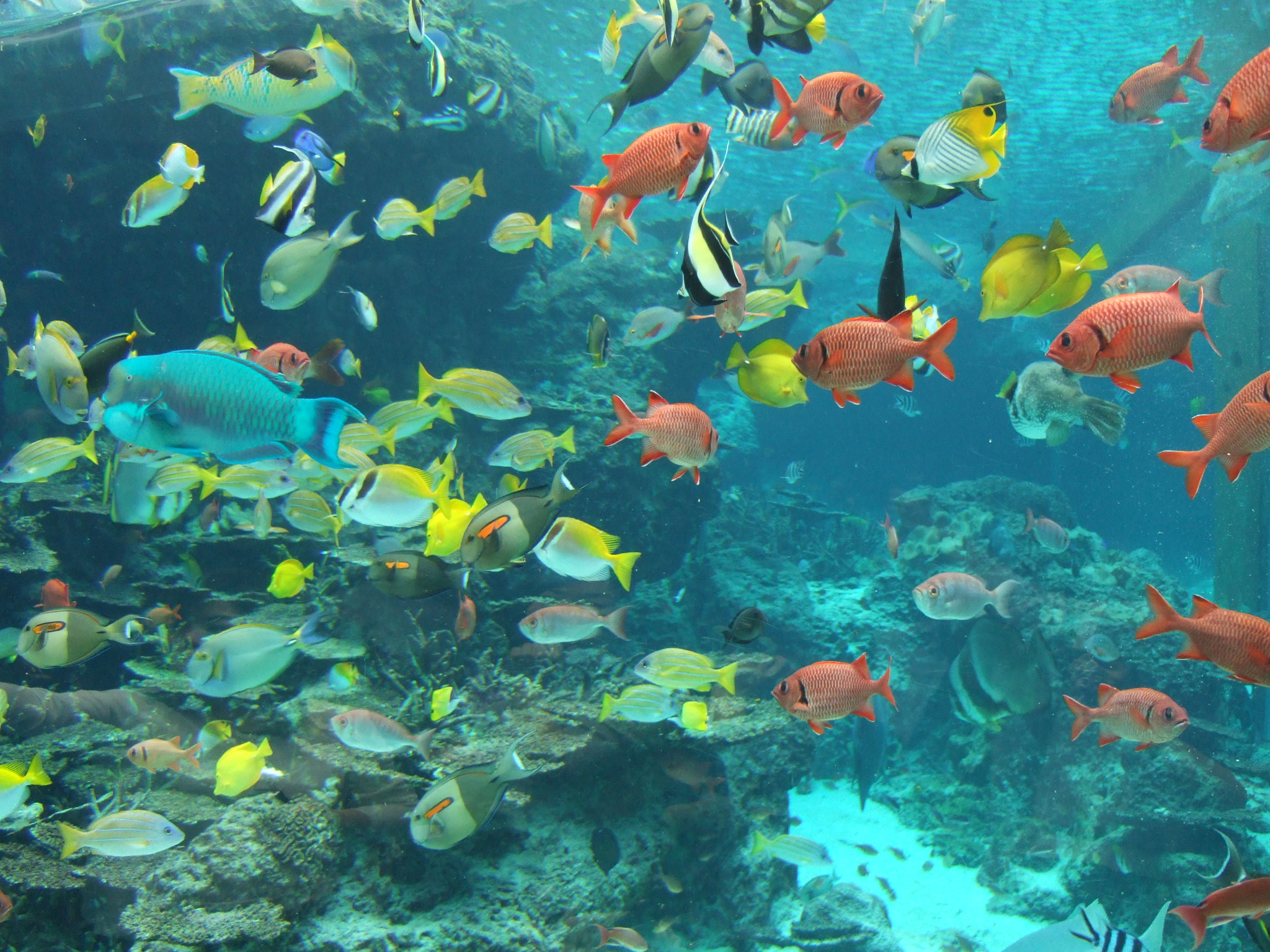
Vasca con pesci marini tropicali
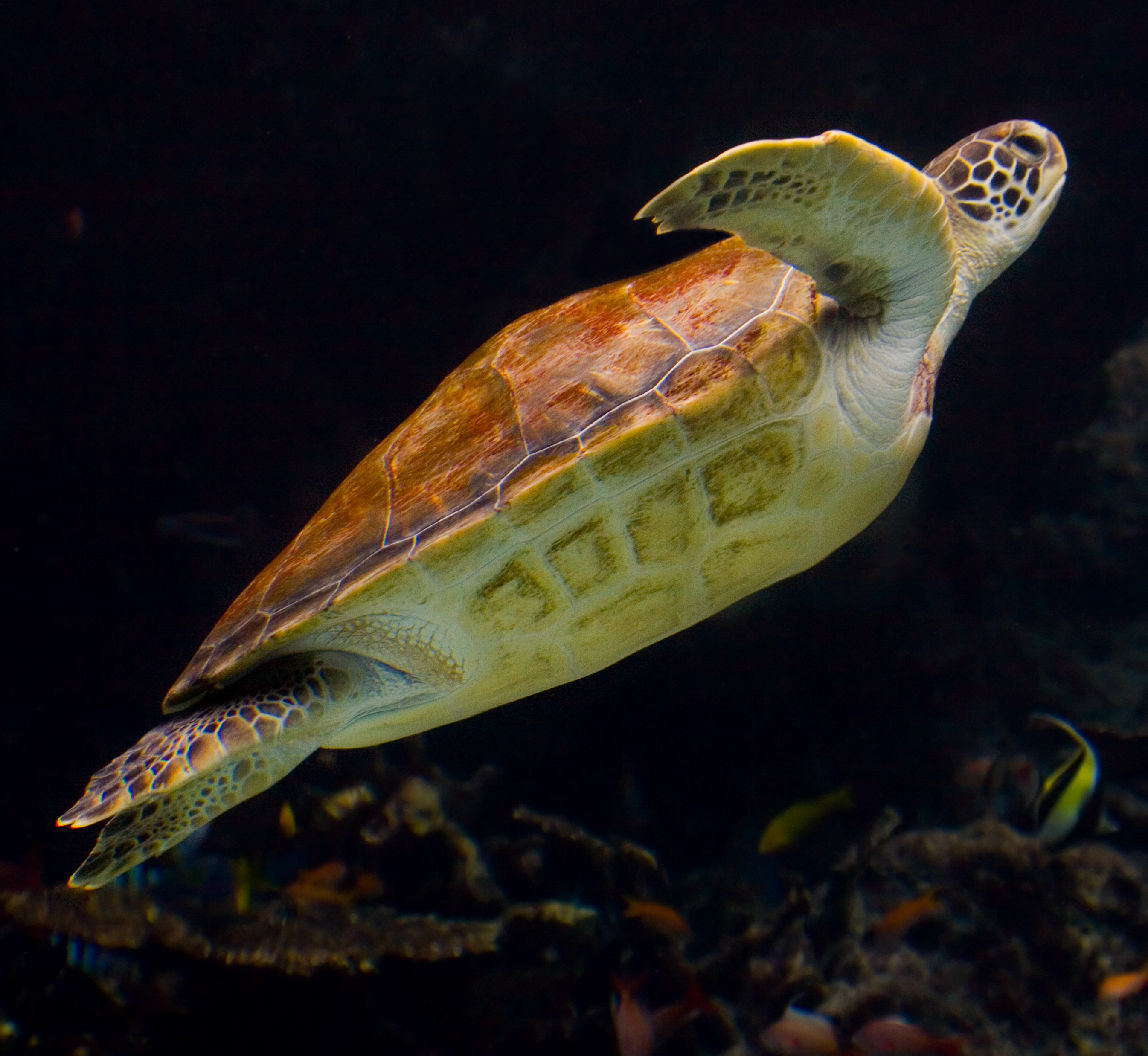
Tartaruga marina
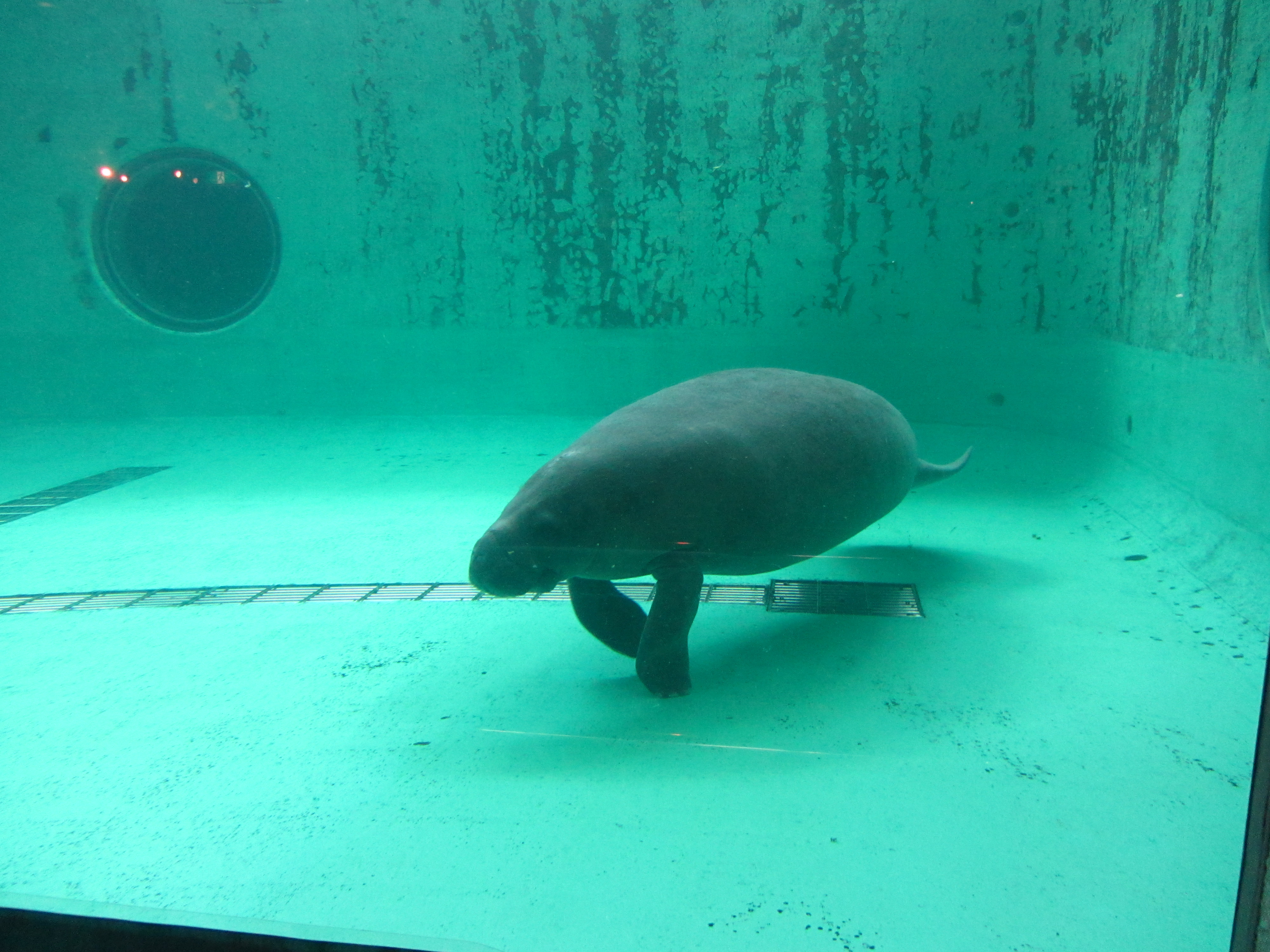
Lamantino
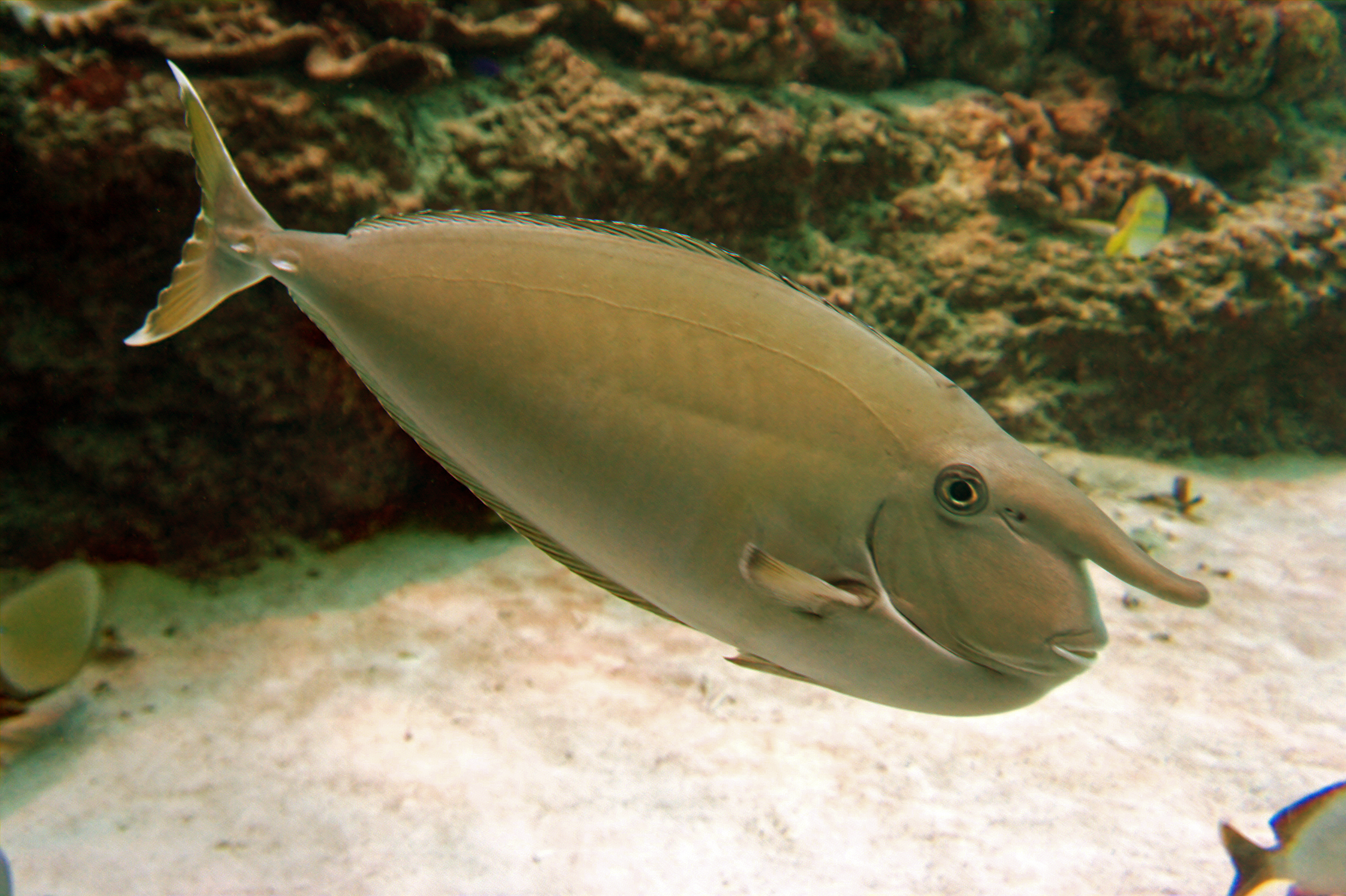
Naso annulatus